# Ama Samy
Ama Samy, né Arul Maria Arokiasamy en 1936, est un prêtre jésuite et maître zen indien,,.

## Biographie
Ama Samy est né en Birmanie en 1936 de parents chrétiens et a grandi en Inde. Il devient prêtre jésuite en 1972. Il visite fréquemment des ashrams hindous et des centres de méditation bouddhistes. Il est initié aux enseignements de Ramana Maharshi par Henri Le Saux.
Après avoir vécu un temps de mendicité comme moine errant,, avec l'aide du père Hugo Enomiya-Lassalle il visite le Japon et découvre l'école zen du Sanbō Kyōdan sous la direction de Yamada Koun (en). En 1982, il est reconnu comme maître zen autorisé à enseigner par ce dernier,,,.
En 1985, le père Hugo lui propose de l’accompagner dans sa tournée en Europe,.
En 1986, il fonde une communauté de disciples nommée Bodhi Sangha, qui devient une école zen indépendante après son départ en 2002 du Sanbō Kyōdan,,,.
Ses enseignements combinent des éléments des traditions zen Soto (pratique du zazen) et Rinzai (méditation sur des Kōans) ainsi que du christianisme et d'autres religions.
Avec l'aide de ses disciples, il dirige 'Little Flower', une organisation caritative active en Inde du Sud.

## Publications
En français:
- Ama Samy (trad. de l'anglais), Cœur zen, esprit zen : les enseignements du maître zen Ama Samy, Vannes, Sully, 2010, 204 p. (ISBN 978-2-35432-049-2)

En anglais :
- Ama Samy, Zen : The Wayless Way, 2013 (ASIN B00K7Z645S)
- Ama Samy, Zen : The Great Way has No Gates, 2012 (ISBN 978-93-81597-24-8)
- Ama Samy, Zen : Ancient and Modern, The Way to Heart-Mind, 2010 (ISBN 978-93-80253-41-1)
- Ama Samy, The Zen Way : Tradition, Transmission, Challenges, 2007, 60 p. (ISBN 978-81-89882-14-3)
- Ama Samy, Zen Meditation for Life and Death, Christians and Therapists, 2006 (ISBN 978-81-86778-55-5)
- Ama Samy, Zen : Awakening to Your Original Face, 2005, 236 p. (ISBN 978-81-85602-86-8, lire en ligne)
- Ama Samy, Zen Heart, Zen Mind : The Teachings of Zen Master Ama Samy, 2002, 195 p. (ISBN 978-81-85602-81-3)

En allemand :
- Ama Samy, ZEN - Der große Weg ist ohne Tor, 2014 (ISBN 978-3-89901-812-7)
- Ama Samy, Zen - Praxis und Dialog, 2007, 220 p. (ISBN 978-3-932337-07-9)
- Ama Samy, Zen und Erleuchtung : Zehn Meditationen eines Zen Meisters, 2005, 179 p. (ISBN 978-3-89620-256-7)
- Ama Samy, Zen : Erwachen zum ursprünglichen Gesicht, 2002 (ISBN 978-3-89620-192-8)
- Ama Samy, Warum Bodhidharma in den Westen kam oder kann es ein europäisches Zen geben?, 1995 (ISBN 978-3-89568-005-2)
- Ama Samy, Leere und Fülle. Zen aus Indien in christlicher Praxis, 1991 (ISBN 978-3-466-20350-5)

En espagnol: 
- Ama Samy, ¿Por qué Bodhidharma vino a occidente? La Transmisión del Zen : problemas, peligros y promesa, 1998 (ISBN 978-84-936227-1-8)
- Ama Samy, Vacío y plenitud : Zen de la India en la práctica cristiana, 1995, 207 p. (ISBN 978-84-285-1739-3)

En néerlandais : 
- Ama Samy, Zen Hart, Zen Geest : op zoek naar je Oorspronkelijk Gelaat, 2006 (ISBN 978-90-5670-136-9)
- Ama Samy, Waarom kwam Bodhidharma naar het Westen? de ontmoeting van zen met het Westen, 1998 (ISBN 978-90-5670-024-9)

En suédois: 
- Ama Samy, Om överföringen av Zen till väst : Varfö kom Bodhidharma till väst?, 1997, 161 p. (ISBN 978-91-630-5252-1)